# Vladimir Kostine
Pour les articles homonymes, voir Kostine.
Vladimir Mikhaïlovitch Kostine (en russe : Владимир Михайлович Костин) (né le 22 juin 1921 à Moscou en Russie – décédé le 3 mai 1994 à Moscou) était un arbitre de basket-ball russe. Il a dirigé des rencontres lors des Jeux olympiques 1952, 1956 et 1976, ainsi qu'au championnat du monde masculin 1963, au championnat du monde féminin 1959 et de nombreux championnats d'Europe. En 2007, il est intronisé au FIBA Hall of Fame.